# Ernesto García Camarero
Ernesto García Camarero (Madrid, España, 27 de enero de 1932 - 26 de noviembre de 2022) fue matemático, informático, historiador de la ciencia y bibliotecólogo.

## Biografía
Ernesto García Camarero fue hijo de Justo García Soriano, viudo de tres hijos casó en segundas nupcias con Áurea Camarero Rodríguez con quien tuvo 8 hijos siendo Ernesto el quinto entre ellos.
Estudió bachillerato en el Instituto San Isidro de Madrid. Comenzó a interesarse por la matemáticas con el profesor Pedro Puig Adam. Realizó estudios superiores en la Facultad de Matemáticas de la Universidad de Madrid con los profesores San Juan Llosá, Ancoechea. Fue discípulo de Julio Rey Pastor quien le incorporó en su equipo de trabajo, en temas de cálculo numérico y computación en el Instituto de Cálculo del CSIC. Completó sus estudios en el Istituto Nazionale per la Aplicazioni del Calcolo del CNR en la ciudad de Roma (Italia 1955-1957), donde trabajó con la máquina Ferranti, y en el Istituto di Alta Matematica de Università degli Studi de Roma con los profesores Severi, Fantappie, Fichera. Fue becado por la Fundación Juan March de Madrid para ampliar estudios en Francia y en el Reino Unido (1957-1958).  Trabajó con Rey Pastor, durante diez años en el Instituto de Cálculo  del consejo Superior de Investigaciones Científicas de Madrid, así como en el Instituto de Cálculo de la Universidad de Buenos Aires como jefe de programadores.[cita requerida]

## Matemáticas y Computación
A mediados de los años 50 inició sus trabajos de computación en el CSIC en Madrid, que continuó en Argentina en la primera mitad de la década de los 60. 
En el Instituto de Cálculo (IC) de la Universidad de Buenos Aires (Argentina), formó y dirigió al equipo de programadores del IC (entre ellos mujeres que han jugado un papel relevante en la computación en América Latina como Victoria Bajar, Cecilia Berdichevski o Rebeca Gruber) y el servicio de cálculo de dicho centro, en la primera computadora electrónica (Ferranti Mercury) instalada en una universidad latinoamericana. Redactó en castellano un manual de programación del lenguaje autocode, y de lenguaje convencional de dicha máquina (PIG2).[cita requerida]
En 1961 coincidió en el IC con Cicely Popplewell en tareas de difusión de los lenguajes de programación. [cita requerida]
En 1963 colaboró como asesor matemático en el proyecto CEUNS de diseño y construcción de una computadora electrónica en la Universidad Nacional del Sur (Bahía Blanca, Argentina). Elaboró el software de base para dicha computadora y construyó una máquina virtual de la CEUNS que corría en la Ferranti Mercury de la Universidad de Buenos Aires para probar, en esa máquina virtual, el software de base de la CEUNS.
Entre los años 1964-1966 organizó como catedrático de la OEA el departamento de Matemáticas en el Instituto de Ciencias de la Universidad de Asunción (Paraguay) patrocinado por la Unesco. En dicho Instituto fue profesor de matemática avanzada dando cursos de Análisis numérico, Álgebra de Boole, Álgebra lineal y de Programación lineal.

## Centro de Cálculo de la Universidad de Madrid (CCUM)
La gestación del CCUM se había iniciado en los años 50, de la mano de Julio Rey Pastor, quien heredó el espíritu de la generación del 98 y formó parte de la Junta para la Ampliación de Estudios e investigaciones científicas (JAE 1907-1939), institución donde se formaron y trabajaron los intelectuales y científicos más relevantes de España, y que fue presidida por Ramón y Cajal.
Desde sus inicios, se tenía previsto instalar una computadora electrónica. Entre las actividades del IC y en colaboración con él se creó la Sociedad Española de Matemática Aplicada en 1955 y se publicaron varias revistas. Debido a la situación política española, Julio Rey Pastor fue destituido de la dirección del IC, impidiendo su continuidad.[cita requerida]
Entre 1967 y 1982 García Camarero reanuda la labor de su maestro Julio Rey Pastor y participa en la creación del Centro de Cálculo de la Universidad de Madrid (CCUM), del que fue subdirector entre 1968 y 1973 y director de 1973 a 1982.[cita requerida]
En él se instalaba la computadora IBM 7090 y las diversas unidades asociadas a ella. Además de la formación profesional en programación y otras técnicas necesarias para el uso de la computadora, el CCUM dedicó su esfuerzo a otras tareas: la formación superior(planes universitarios regulares y regulación mundial de la enseñanza de las Ciencias de la Computación) y educación secundaria (el proyecto 70/13 y WG 3.1 de la IFIP). 
A partir de 1969 se dieron varios cursos, seminarios y conferencias, esenciales para el desarrollo de las Ciencias de la Computación, lenguajes y técnicas de programación para la fundamentación de la inteligencia artificial y para la búsqueda de nuevas aplicaciones susceptibles a ser automatizadas.
Así se trataron temas de Informática Superior que ya se trataban en algunas universidades y centros de investigación internacionales como: análisis numérico, lenguajes formales, análisis de datos textuales,, Lingüística matemática , Teoría de autómatasy otros temas avanzados como Estructura de la información, Simulación de sistemas cognitivos en individuos y grupos humanos.
Además, estos seminarios se extendieron a otras áreas como la Arquitectura. o las Artes Plásticas. Así, junto con Manuel Barbadillo, se inició el Seminario de generación automática de formas plásticas, donde se introducía la idea de utilizar las computadoras en la creación artística. 
Así se pueden situar los orígenes del arte cibernético en España. en el seminario de generación automática de formas plásticas del centro de cálculo de la universidad de Madrid.
En 1972, García Camarero fue comisario de la exposición "Generación automática de formas plásticas y sonoras" en los Encuentros de Pamplona, festival de arte de vanguardia, música concreta y electroacústica, presentando así el resumen de los seminarios realizados en 1968, 1969 (seminario 1, seminario 2 seminario 3, seminario 4 seminario 5,) 1970 (seminario 1, seminario 2, seminario 3) llamados de la misma manera y celebrados durante el curso 1968-69 en el CCUM.

En el Hotel de los Tres Reyes se presentó la exposición "Generación automática de formas plásticas y sonoras", bajo el comisariado del director del Centro de Cálculo de Madrid, Ernesto García Camarero, que agrupó a otros 43 artistas. Los españoles Alexanco, Arrechea, Barbadillo e Yturralde, compartieron espacio en ella con Berni, Benedit, Vaggione y Xenakis, y otros artistas más24, para plantear al unísono la consistencia del Arte Programado, producto de una estética calculada matemáticamente, que combina gráficas, puntos, contornos y música, con ayuda de ordenadores.

## Automatización de bibliotecas y Biblioteca Digital
La vocación de Ernesto García Camarero por las bibliotecas procede del entorno familiar, de haber trabajado en y para ellas y de su convicción de la trascendencia del acceso universal a las publicaciones para el desarrollo de la Sociedad del Conocimiento.[cita requerida]
Su padre, Justo García Soriano, y su hermano mayor, Justo García Morales, fueron destacados bibliotecarios españoles: sus carreras profesionales comenzaron en 1915 y concluyeron en 1984.[cita requerida] De ellos aprendió los principales conocimientos bibliotecológicos.[cita requerida]
Ernesto García Camarero comenzó a trabajar en archivos y bibliotecas a la vez que cursaba sus estudios universitarios. Prestó sus servicios en la Biblioteca Nacional de España catalogando alegaciones de derecho, en la red de bibliobuses de las bibliotecas populares madrileñas, clasificando tesis en la Facultad de Matemáticas de la Universidad de Madrid y organizando documentos en el Archivo del Ministerio de Hacienda.[cita requerida]
Su interés por la informatización de las bibliotecas data de 1957 cuando realizó un Estudio sobre la aplicación de los métodos automáticos en servicios bibliográficos por encargo del Ministerio de Educación Nacional. Siete años más tarde, en 1964, pronunció en la Biblioteca Nacional de España una conferencia sobre Mecanización de catálogos de bibliotecas, de la que se publicó una amplia reseña en el Boletín de la Dirección General de Archivos y Bibliotecas. Hay que tener en cuenta que se dictó cuando se iniciaba la automatización de The Library of Congress de Estados Unidos.[cita requerida]
Cuando se creó el Centro de Cálculo de la Universidad de Madrid en 1968, formó una biblioteca sobre computación e informática y se redactó un primer programa para la edición del catálogo de sus fondos bibliográficos.
Este proyecto y su participación en los cursos, congresos(Medellín (Colombia),Mar del Plata (Argentina)), jornadas y conferencias de formación y actualización de bibliotecarios, organizados por la dirección responsable de la política bibliotecaria y por asociaciones profesionales, influyó para que en 1982 la Subdirección General de Bibliotecas del Ministerio de Cultura le encargara la elaboración de un informe sobre la viabilidad de un Sistema Automatizado de la Biblioteca Nacional (SABINA). [cita requerida]
En 1985 se inició la implantación del primer sistema de informatización de la Biblioteca Nacional, SABINA.
A partir de 1983 trabajó como director técnico en el desarrollo de un software español para la automatización de bibliotecas, proyecto financiado por el Instituto Nacional de Industria (INI) con las condiciones de que se utilizara ordenadores Fujitsu, el sistema operativo PICK y que el nombre de la aplicación incluyera la abreviatura del Instituto. Bajo estas premisas se realizó el sistema SABINI (Sistema Automatizado de Bibliotecas del INI).[cita requerida]
Sus características principales fueron que utilizaba las normas internacionales de automatización de bibliotecas, de juegos de caracteres así como que fuera escalable y portable, es decir, que pudiera funcionar desde un miniordenador hasta un gran equipo informático. A raíz de la privatización de las empresas del INI, el desarrollo corrió a cargo de la empresa privada OCSA (Organización de Consultores Sociedad Anónima) y, tras su disolución, de SABINI. Esta aplicación llegó a instalarse en más de doscientas bibliotecas españolas e iberoamericanas implantándose en algunas de ellas (ITUR y Ateneo de Madrid) funcionalidades propias de bibliotecas virtuales o digitales.[cita requerida]
Todos los conocimientos de Ernesto García Camarero quedaron reflejados en dos libros escritos en colaboración con Luis Ángel García Melero: Automatización de bibliotecas y La biblioteca digital.

## Historia de la Ciencia y la Técnica
Entre 1953-1954 inició esta especialización en el seminario de Historia de la Ciencia en la Universidad de Madrid, dirigido por Julio Rey Pastor, y desarrolló su investigación sobre historia de la cartografía medieval. Esta cartografía resultó muy importante para el desarrollo posterior de la cartografía portuguesa y la sevillana, cuando se ampliaron los viajes oceánicos para alcanzar el oriente y poco después el continente americano.[cita requerida]
Además de la publicación de numerosos artículos, el principal resultado se recoge en el libro La cartografía mallorquina escrito en colaboración con Julio Rey Pastor (Madrid, CSIC, 1960) y en el que se ofrecen datos biográficos de los autores de los mismos y un elenco de 400 portulanos o cartas de marear de los siglos XIV a XVII, firmadas y anónimas, existentes en archivos y bibliotecas de toda Europa. En 1967, a su vuelta de América, reinició sus estudios de historia de la ciencia sobre el tema de la Ciencia Española en los siglos XVII a XX, sobre los que publicó varios trabajos y en particular los libros “La polémica de la Ciencia Española”  que fue un libro de buena acogida por historiadores y científicos interesados en el pasado científico y técnico de España.[cita requerida]
Más adelante publicaría otro con el título  “La ciencia española entre la polémica y el exilio”., que recogía su interés por el los diferentes exilios que sufrieron algunos científicos y técnicos españoles por motivos ideológicos (afrancesados, doceañistas y liberales en el siglo XIX y ya en el XX el brutal exilio republicano). El exilio republicano acabó con las esperanzas de instituciones como la Junta de Ampliación de Estudios (JAE), la Asociación para el Progreso de las Ciencias o el Ateneo Científico y Literario de Madrid, cuya actividad se recoge en este libro.[cita requerida]
Otro de los temas al que dedicó muchos trabajos e investigaciones fue a la figura del matemático Julio Rey Pastor su maestro, del que poseía un amplio conocimiento, que fue publicando en una serie de artículos. En octubre de 2018  cedió 246 documentos de Rey Pastor y 81 suyos al Instituto de Estudios Riojanos, que contenía monografías, separatas, fotografías y hasta la máquina de escribir portátil de Rey Pastor.
Con Sixto Ríos y Luis A. Santaló preparó una selección de trabajos relevantes de Rey Pastor comentados que se publicó en 1988 con el título Julio Rey Pastor. Selecta[cita requerida]
Participó en la creación de la Sociedad Española de Epistemología e Historia de las Ciencias en los años 50 y en la  Sociedad Española de la Historia de las Ciencias y de las Técnicas (SEHCYT) en los 70, junto con otros historiadores de la ciencia y de la técnica.  De esta última fue presidente (1982-1986).
Formó parte del  I Simposium sobre Metodología de la Historia de las Ciencias celebrado en la Facultad de Ciencias Biológicas de la Universidad Complutense de Madrid los días 1, 2 y 3 de octubre de 1981, en la mesa redonda La Informática en la Metodología de la Historia.
Participó en numerosos Congresos y Simposios de Historia de la Ciencia y de la Técnica. También escribió numerosos artículos de divulgación sobre historia de las ciencias, de las matemáticas y de científicos y matemáticos relevantes.

## Ateneo de Madrid
Ernesto García Camarero fue socio del Ateneo de Madrid desde el año 1957 hasta su fallecimiento. Cuando falleció, llevaba más de sesenta años como socio y era uno de los pocos socios aún vivos de la generación existencialista de las décadas de 1950 y 1960. También fue socio bibliotecario desde 2003 hasta 2005.[cita requerida]
En 1946, con catorce años, entró por primera vez en la biblioteca del Ateneo acompañado por su padre, Justo García Soriano, bibliotecario y ateneísta, y en ella pasó innumerables días de sus años de formación: “Allí estudié la carrera y leía incansablemente… .[cita requerida]
En el Ateneo también comencé a conocer la historia prohibida de España”.[cita requerida]
Tras sus estancias científicas en Roma, París y Londres, así como en los centros universitarios de Argentina y Paraguay, a finales de los años sesenta regresó a Madrid y adquirió la condición de socio. Como cibernético, bibliotecólogo e historiador de la ciencia, su aportación a esta institución fue destacada.
En 2002 fue elegido como vocal en la junta directiva, siendo presidente el filósofo e historiador José Luis Abellán y fue socio bibliotecario desde 2003 hasta 2005.[cita requerida]
Dejó una marca indeleble en la institución y contribuyó a llevar esta institución bicentenaria del siglo XX al XXI..[cita requerida]
Preparó, organizó y ejecutó proyectos de digitalización y catalogación de la Biblioteca del Ateneo de Madrid (biblioteca digital, proyecto ACLAMA) y generó infraestructuras para los depósitos y la conservación de fondos, de manera análoga a como antes lo había hecho en la Biblioteca Nacional, al crear el primer sistema de automatización de la misma con su sistema SABINA..[cita requerida]
En el número 14 (2005) de la revista El Ateneo, un monográfico titulado Modernidad y Contramodernidad en la España Contemporánea desde el Ateneo de Madrid, Ernesto García Camarero publicó un artículo titulado “La polémica de la ‘ciencia española’. ¿Una cuestión palpitante?”..[cita requerida]
A esta temática dedicó su libro La ciencia española entre la polémica y el exilio (Madrid, 2012), donde explica que por primera vez se situó al Ateneo en su posición de institución avanzada, que se anticipó —y prefiguró— a la Junta para la Ampliación de Estudios e Investigaciones Científicas (JAE), y la puesta en línea de la ciencia europea..[cita requerida]
En los últimos años de su trayectoria en el Ateneo, bajo la presidencia de César Herrero de Francisco, desde el 2015 al 2018, y también en el 2019, intervino en actos del cincuentenario de León Felipe; formó parte de una dinámica Comisión de Biblioteca, y también de la Comisión del Bicentenario.[cita requerida]
En esta contribuyó a preparar diversos proyectos (Simposio Ateneísta, Gran Exposición, Congreso de Ateneos, Gran Festival de Literatura, Música y Teatro; Conversaciones de Cine y Cumbre de Retos del Futuro). En este último proyecto, Ernesto García Camarero difundió entre consocios ateneístas sus preocupaciones por el futuro español y mundial.[cita requerida]
Un mes antes de la irrupción de la pandemia por coronavirus SARS-CoV-2/COVID-19 (año 2020), el 28 de febrero de 2020, se presentó en el Ateneo su último libro En el origen del futuro: el Centro de Cálculo de la Universidad de Madrid (Madrid, Ediciones Panacea, 2019), en el que expone una retrospectiva de ese fecundo proyecto que dirigió entre 1968 y 1982.[cita requerida]
Los proyectos del Bicentenario ateneísta (1820-2020) quedaron paralizados y finalmente anulados en parte por la incidencia del confinamiento debido a la pandemia por coronavirus SARS-CoV-2/COVID-19 y en parte por las obras de rehabilitación, que hicieron imposibles los usos del Ateneo.[cita requerida]

## Obras
Rey Pastor, Julio y García Camarero, Ernesto La cartografía mallorquina CSIC Madrid 1960, 207pp D.L. M. 13.564-1959
García Camarero, Ernesto Einstein, Editorial Hernando, Madrid, 1977, ISBN. 84-7155-245-0, reeditado por Ediciones Urbión, 1983, por Editorial Labor, 1991, Castell Editor, 1991; Rueda J.M., 1991. ISBN 84-278-1496-8.
García Camarero, Ernesto y García Camarero, Enrique La polémica de la Ciencia Española Alianza Editorial, Madrid, 1970, 557. DL: M. 22.962-1979.
García Camarero, Ernesto et al. Selecta, Julio Rey Pastor; Madrid : Fundación Banco Exterior, 1988. ISBN 84-86884-59-4
García Camarero, Ernesto La ciencia española entre la polémica y el exilio, Madrid,2016, 233 pp. ISBN 978-8-4911-2452-8
García Camarero, Ernesto La Ciencia Española en el exilio de 1939, en El exilio español de 1939, Taurus Ediciones, Madrid, 1978, tomo V, pp. 189-243 ISBN 84-306-3040-6
García Camarero, Ernesto et al. Automatización de bibliotecas, Arco Libros, 1999, 285 pp.. ISBN 84-7635-351-0
García Camarero, Ernesto et al. La Biblioteca Digital; Arco Libros 2001, 380 pp. ISBN 84-7635-486-X
García Camarero, Ernesto El sistema SABINI, sistema español para la automatización de bibliotecas y centros de documentación. Madrid, OEI, 1988, 175 pp. ISSN 1010-2930.
García Camarero, Ernesto El origen del futuro: el Centro del Cálculo de la Universidad de Madrid contado por alguien que estuvo allí hace 50 años Ediciones Panacea, Madrid 2019 ISBN 978-84-120414-1-5
García Camarero, Ernesto  «Algunos recuerdos sobre los orígenes del cálculo automático en Argentina», en Revista Brasileira de História da Matemática, vol. 7, no 13, abril-setembro, 2007. Sociedade Brasileira de História da Matemática, pp. 109-130. ISSN 1519-955X